# Efecan Karaca
 Efecan Karaca (sinh ngày 16 tháng 11 năm 1989) là một cầu thủ bóng đá Thổ Nhĩ Kỳ thi đấu cho Alanyaspor. Anh là sản phẩm của học viện trẻ Galatasaray.
Efecan đại diện cho Liên đoàn bóng đá Thổ Nhĩ Kỳ thi đấu ở các cấp độ U-18 và U-19.

## Bàn thắng quốc tế
Bàn thắng và kết quả của Thổ Nhĩ Kỳ được để trước
| #  | Ngày                | Địa điểm                          | Đối thủ | Bàn thắng | Kết quả | Giải đấu |
| -- | ------------------- | --------------------------------- | ------- | --------- | ------- | -------- |
| 1. | 7 tháng 10 năm 2020 | RheinEnergieStadion, Cologne, Đức | Đức     | 2–2       | 3–3     | Giao hữu |